# Золотой мяч ФИФА
«Золотой мяч ФИФА» (англ. FIFA Ballon d'Or) — ежегодная футбольная награда, которая вручалась с 2010 по 2015 годы. Победитель определялся голосованием тренеров и капитанов национальных сборных, а также журналистов со всего мира. Награда была учреждена в 2010 году после слияния «Золотого мяча» от журнала France Football и награды «Игрок года ФИФА». В 2016 году сотрудничество между ФИФА и France Football было прекращено, французское издание возобновило вручение собственного «Золотого мяча», а ФИФА организовала новую премию — The Best FIFA Football Awards.
Обладателями «Золотого мяча ФИФА» стали только два футболиста — в 2010, 2011, 2012 и 2015 годах им оказался аргентинец Лионель Месси, а в 2013 и 2014 годах португалец Криштиану Роналду.

## История
Французский журнал France Football с 1956 года вручал учреждённый этим изданием «Золотой мяч» лучшему футболисту календарного года. В 1991 году ФИФА создала собственную награду под названием «Игрок года ФИФА», которая имела аналогичную цель — выявить лучшего футболиста года. В последние годы своего существования они стали вручаться одним и тем же футболистам, к примеру в 2007 году им стал Кака, в 2008 году — Криштиану Роналду, в 2009 году — Лионель Месси. Это привело к тому, что в 2010 году, во время чемпионата мира, было объявлено о создании новой единой награды — «Золотого мяча ФИФА», взамен двух предыдущих. В том же году была проведена первая церемония награждения, по итогу которой обладателем «Золотого мяча ФИФА» стал Лионель Месси. Спустя шесть лет после этого сотрудничество между France Football и ФИФА было прекращено, в связи с чем вручение данной награды проводиться перестало. Последним обладателем «Золотого мяча ФИФА» вновь стал Лионель Месси.

## Список победителей
С 2010 по 2015 годы победителями этой награды были:
| Год  | Место             | Игрок      | Страна      | Клуб    | Голоса |
| ---- | ----------------- | ---------- | ----------- | ------- | ------ |
| 2010 |                   |            |             |         |        |
| 1-е  | Лионель Месси     | Аргентина  | Барселона   | 22,65 % |        |
| 2-е  | Андрес Иньеста    | Испания    | Барселона   | 17,36 % |        |
| 3-е  | Хави              | Испания    | Барселона   | 16,48 % |        |
| 2011 |                   |            |             |         |        |
| 1-е  | Лионель Месси     | Аргентина  | Барселона   | 44,88 % |        |
| 2-е  | Криштиану Роналду | Португалия | Реал Мадрид | 21,60 % |        |
| 3-е  | Хави              | Испания    | Барселона   | 9,23 %  |        |
| 2012 |                   |            |             |         |        |
| 1-е  | Лионель Месси     | Аргентина  | Барселона   | 41,60 % |        |
| 2-е  | Криштиану Роналду | Португалия | Реал Мадрид | 23,68 % |        |
| 3-е  | Андрес Иньеста    | Испания    | Барселона   | 10,91 % |        |
| 2013 |                   |            |             |         |        |
| 1-е  | Криштиану Роналду | Португалия | Реал Мадрид | 27,99 % |        |
| 2-е  | Лионель Месси     | Аргентина  | Барселона   | 24,72 % |        |
| 3-е  | Франк Рибери      | Франция    | Бавария     | 23,39 % |        |
| 2014 |                   |            |             |         |        |
| 1-е  | Криштиану Роналду | Португалия | Реал Мадрид | 37,66 % |        |
| 2-е  | Лионель Месси     | Аргентина  | Барселона   | 15,76 % |        |
| 3-е  | Мануэль Нойер     | Германия   | Бавария     | 15,72 % |        |
| 2015 |                   |            |             |         |        |
| 1-е  | Лионель Месси     | Аргентина  | Барселона   | 41,33 % |        |
| 2-е  | Криштиану Роналду | Португалия | Реал Мадрид | 27,76 % |        |
| 3-е  | Неймар            | Бразилия   | Барселона   | 7,86 %  |        |

### Победители
| Игрок             | Кол-во побед | Годы                   |
| ----------------- | ------------ | ---------------------- |
| Лионель Месси     | 4            | 2010, 2011, 2012, 2015 |
| Криштиану Роналду | 2            | 2013, 2014             |

### Победители по странам
| Страна     | Игроки | Кол-во побед |
| ---------- | ------ | ------------ |
| Аргентина  | 1      | 4            |
| Португалия | 1      | 2            |

### Победители по клубам
| Клуб        | Игроки | Кол-во побед |
| ----------- | ------ | ------------ |
| Барселона   | 1      | 4            |
| Реал Мадрид | 1      | 2            |